# Campeonato do Interior Paranaense de 2012
Campeonato do Interior Paranaense de 2012 é uma competição de futebol profissional disputada pelos melhores clubes do interior no Campeonato Paranaense de Futebol de 2012, Arapongas e Cianorte.

O primeiro jogo foi com mando do Cianorte e ele venceu por 2x0.  No jogo da volta em Arapongas, o time da casa venceu por 1x0 no tempo normal e garantiu o título após vencer a disputa de pênaltis por 8x7. 

## Equipes participantes
| Equipe    | Cidade    | Classificação | Estádio              | Capacidade | Títulos do interior |
| --------- | --------- | ------------- | -------------------- | ---------- | ------------------- |
| Arapongas | Arapongas | 3º            | Estádio dos Pássaros | 15 000     | 1                   |
| Cianorte  | Cianorte  | 4º            | Albino Turbay        | 3 000      | 2                   |

## Final

### Ida
| 3 de maio | Cianorte                       | 2 - 0 | Arapongas | Estádio Albino Turbay, Cianorte     |
| 20:30     | Netinho 14' · Felipe Pinto 48' |       |           | Público: 242 Árbitro: Fábio Filipus |

### Volta
| 6 de maio | Arapongas      | 1 - 0 | Cianorte | Estádio dos Pássaros, Arapongas               |
| 16:00     | Tiago Adan 46' |       |          | Público: 3,227 Árbitro: Leandro Júnior Hermes |

|                                                                                            |       | Penalidades                                                                      |  |
| Tiago Adan Léo Itaperuna Edu Amparo Edmílson Edinho Bruno Matavelli Douglas Maicon Fabinho | 8 – 7 | Pablo Paulinho Felipe Pinto Vinícius Netinho Cleiton Valdir Alexandre Luz Ligger |  |

## Premiação
| Campeonato Paranaense do Interior de 2012 |
| Arapongas                                 |
| ----------------------------------------- |
| Arapongas Campeão (1.º título)            |